# 于田狂蛛
于田狂蛛（学名：Zelotes yutian）为平腹蛛科狂蛛属的动物。在中国大陆，分布于新疆等地，常栖息于草丛以及农田和果园之石隙间。该物种的模式产地在新疆。